# Софійське сільське поселення (Верхньобуреїнський район)
Софі́йське сільське поселення (рос. Софийское сельское поселение) — сільське поселення у складі Ульчського району Хабаровського краю Росії.
Адміністративний центр та єдиний населений пункт — селище Софійськ.

## Історія
До 2011 року поселення мало статус міського, так як селище Софійськ мало статус селища міського типу.

## Населення
Населення сільського поселення становить 314 осіб (2019; 435 у 2010, 670 у 2002).